# Stokowa
 Stokowa (295 m n.p.m.) – dawniej zwana Białogońską Górą, najbardziej na zachód wysunięte wzniesienie Pasma Kadzielniańskiego Gór Świętokrzyskich, położone na terenie Kielc. Przy jego zachodnich podnóżach przepływa Bobrza.